# Кірово (Жанааркинський район)
Кі́рово (каз. Кирово) — село у складі Жанааркинського району Улитауської області Казахстану. Входить до складу Сейфуллінського сільського округу.
Населення — 31 особа (2021; 135 у 2009, 178 у 1999, 339 у 1989).
Національний склад станом на 1989 рік:
- казахи — 100 %.

Станом на 1989 рік село називалось імені Кірова, мало також назву — Отділення імені Кірова.